# Odiłdżon Abdurachmanow
Odiłdżon Aliszerowicz Abdurachmanow (kirg. Одилжон Алишерович Абдурахманов; ur. 18 marca 1996) – kirgiski piłkarz grający na pozycji pomocnika. Jest wychowankiem klubu Ałaj Osz.

## Kariera piłkarska
Swoją karierę piłkarską Abdurachmanow rozpoczął w klubie Ałaj Osz w którym w 2016 roku zadebiutował w pierwszej lidze kirgiskiej. W sezonach 2016 i 2017 wywalczył z Ałajem dwa mistrzostwa Kirgistanu.

## Kariera reprezentacyjna
W reprezentacji Kirgistanu Abdurachmanow zadebiutował 30 sierpnia 2016 w wygranym 2:0 towarzyskim meczu z Kazachstanem. W 2019 roku powołano go do kadry na Puchar Azji.